# Алія Браун
Алія Браун (англ. Aaliyah Brown) — американська легкоатлетка, спринтерка, чемпіонка світу.
Золоту медаль чемпіонки світу Браун виборола на Лондонському чемпіонаті 2017 року в складі естафетної збірної США 4х100 метрів.